# Видимо се на Видовдан
Видимо се на Видовдан је био студентски протест 28. јуна 2025. године, као део протеста против корупције 2024—2025. Протест је почео у 18 часова, окупљањем грађана на Славији. По подацима Министарство унутрашњих послова и проценама полиције, протестима је присуствовало 36000 људи.

## Позадина
Након спорних избора крајем 2023. и бројних оптужби за изборну крађу, манипулације и институционалну корупцију, повећано је незадовољство јавности.

## Протест
На Видовдан, 28. јуна 2025, у центру Београда се налазило око 36.000 људи. Протестна шетња започела је код Народне скупштине, а наставила се улицама Кнеза Милоша, преко Славије до Владе Србије.
Организатори су инсистирали на насилном карактеру протеста, уз транспаренте, звиждуке и говоре испред кључних институција.
Полиција је распоређена у великом броју, са кордонима у централним деловима града.

### Догађаји

#### 22.33
Према наводима медија, има повређених, наводно и теже. На снимцима се на више места виде полицијски кордони како потискују грађане, али се они се изнова враћају. На другим местима грађани стоје пред кордоном без инцидената.

#### 22.26
Полиција користи сузавац и бибер-спреј да потисне грађане у Улици краља Милана. Министар унутрашњих послова Ивица Дачић осудио је нападе на припаднике полиције:
„Најоштрије осуђујем бруталне нападе учеснике непријављеног скупа на Славији на припаднике полиције. Полиција ће предузети све мере за успостављање јавног реда и мира, одбити све нападе и применити сва овлашћења да би одбили нападе, и ухапсити све који су напали полицију“, изјавио је министар Дачић.

#### 22.02
Почели су нереди на неколико локација, дошло је до првих сукоба са жандармеријом, наводно су два момка ухапшена. Неки од демонстраната ставили су гас-маске и гађају полицију, како јављају извештачи са лица места.

#### 21.49
Студенти дали „зелено светло” грађанима.
Проглашен је крај студентског протеста, али су студенти рекли да остају као грађани и да неће грађанима говорити шта да раде. „Узмите ствар у своје руке“, рекли су.
Студентски редари су скинули прслуке. У близини Пионирског парка чују се топовски удари.

#### 21.25
Председник Вучић посетио је Пионирски парк и поручио тамошњим студентима да су они победили, а да су блокадери изгубили. „Студенти су победили, блокадери изгубили”, поручио је Вучић у видео-снимку објављеном на Инстаграм налогу „buducnostsrbijeav“.
„Хоћемо ли вечерас имати насиље или не, не зависи од нас и од ових младих људи овде. На њих сам поносан и увек ћу бити, желим им добро здравље и сад се враћају на факултете. Од понедељка, уторка, имају испите”, рекао је Вучић.

## Реакције
Потпредседник Владе Србије Ивица Дачић оштро је осудио протесте 